# Gaspard II de Clermont-Tonnerre
Charles Gaspard de Clermont-Tonnerre (né à Paris le 28 juillet 1747 - exécuté à Lyon le 18 février 1794), marquis de Clermont-Tonnerre, était le fils aîné de Jules Charles Henri de Clermont-Tonnerre, deuxième duc de Clermont-Tonnerre, Lieutenant général des armées du roi et commandant en chef dans la province de Dauphiné.

## Biographie
Il a été capitaine au Régiment du Roi-Cavalerie, puis commandant du Régiment de Royal-Guyenne en 1780. Général de l'armée lyonnaise, il inspecte avec le comte de Précy, juste avant le siège de 1793, les fortifications de la ville de Lyon.
Condamné à mort par la commission de justice militaire de Lyon, le 18 octobre 1793, il est fusillé à Lyon le 18 février 1794, à l'âge de 46 ans.

## Famille
Le 28 juin 1767, il épouse Louise Adélaïde Victoire de Durfort Civrac (1757-????), dont il a deux enfants :
- Jules Gaspard Aynard de Clermont-Tonnerre, duc de Clermont-Tonnerre, comte d'Épinac (1769-1837).
- Aimery Louis Jules de Clermont-Tonnerre, (24 avril 1772-25 janvier 1787), chevalier de Saint-Jean de Jérusalem

## Sources
- Alphonse Balleydier, Histoire politique et militaire du peuple de Lyon pendant la Révolution française, 1789-1795, L. Curmer, 1846, p. 154
- Aimé Guillon de Montléon, Mémoires pour servir à l'histoire de la ville de Lyon pendant la Révolution, vol. 23 sur Google Livres, Paris, 1824